# Юэль, Нильс
Нильс Юэль (дат. Niels Juel; 8 мая 1629 — 8 апреля 1697) — датский адмирал. Происходит из рода Юэль.

## Биография
Нильс Юэль родился в семье дворянина Эрика Юэля.
В апреле 1643 года начал службу пажом у будущего короля Дании, — герцога Фредерика.
В 1647—1648 годах учился в «Рыцарской академии для молодых дворян» на острове Зеландия, после чего много путешествовал по Европе. Тогда же проявил интерес к морскому делу, следствием чего стала его служба в голландском флоте и участие в большинстве сражений Первой Англо-голландской войны (1652—1654 годы). Вскоре став командиром корабля, Юэль под начальством К. Тромпа и Рюйтера принимал участие в битвах с англичанами и с пиратами в Средиземном море.
Когда в 1656 году отношения его родины со шведами обострились, он вернулся в Данию. Король Фредерик ІІІ назначил его офицером флота, Юэль получил в командование корабль 1-го ранга «Sorte Rytter», однако в реальных боевых действиях участия не принимал.
В 1657 году Нильс Юэль получил звание адмирала и командующего главной базой флота в Хольмене, Копенгаген. Под его командованием датская эскадра захватывает шведские торговые суда в Зунде. Принял участие под командованием адмирала Хенрика Бельке в отражении попытки высадки шведского десанта 12-14 сентября возле Фальстебро.
В зиму 1658—1659 годов принял активное участие в обороне Копенгагена от осадившей его шведской армии короля Карла Х. Воспользовавшись помощью голландского флота под командованием адмирала Вассенара ван Обдама, Юэль вывел датский флот в море и способствовал снятию шведской блокады.
Воспользовавшись перемирием, Юэль женился на Мергрете Ульфельдт в 1661 году, в браке с которой был счастлив, имел сына и дочь. В мирное время занимался хозяйственными делами и стал судовладельцем. Новый король Дании Кристиан V награждает его орденом Даннеброг.
Летом 1675 года разразилась новая война со Швецией (т. н. Сконская война). Начальство над датским флотом было предоставлено опытному норвежскому адмиралу Корту Аделеру Сивертсену, а после его внезапной смерти в ноябре того же года — Юэлю, как предполагалось, на время, так как король желал видеть на посту командующего прославленного голландского адмирала Корнелиса Тромпа. Но пока в помощь датскому флоту прибыла лишь голландская эскадра коммодора Бинкеса. Действуя до прибытия Тромпа самостоятельно, Нильс Юэль 1 мая 1676 года высадил десант на остров Готланд, который был им успешно захвачен, чем поднял свой престиж в глазах короля.
27 мая 1676 года Тромп берёт командование датским флотом. Юэлю он доверяет управление авангардом флота. Начались активные действия объединённого флота датчан, голландцев и бранденбуржцев. В ходе этой компании Юэль участвует 1 июня в сражении при острове Эланд, в ходе которого возглавляемый им авангард флота отличился активным ведением боя, при его непосредственном участии был захвачен шведский линейный корабль «Нептунус», а шведский флот обращен в бегство, понеся существенные потери, включая убитыми двух адмиралов. Воспользовавшись этими успехами, датская сухопутная армия перенесла военные действия на территорию Швеции.
В это время Тромп заболел и сдал командование Юэлю, который использовал эту возможность для укрепления датского флота. В мае 1677 года он выводит свой флот в море с целью прикрытия своих транспортов с войсками и помешать Гётеборгской эскадре шведов соединиться с их Балтийским флотом. Его своевременные действия позволили разгромить Гётеборгскую эскадру в двухдневном сражении 31 мая — 1 июня при острове Мён, при этом в плен попал шведский адмирал Шёбальд. Важным явилось то, что датский флот самостоятельно одержал победу над шведами, без всякой помощи со стороны голландцев.
После этого Юэль стал активно готовиться к встрече с очень сильным Балтийским флотом шведов. Голландский флот Тромпа вышел на помощь Юэлю, который, тем не менее, намеревался дать бой шведам именно силами датского флота. Поэтому он 1 июля вступает в бой у бухты Кёге в которой одерживает решительную победу над превосходящим шведским флотом под командованием адмирала Хенрика Горна. В дальнейшем датский флот под командованием Юэля участвовал в поддержке наземных операций сухопутной армии.
По окончании войны Юэль в 1678 году получает место в Королевском совете, а после смерти старшего адмирала Бельке в 1683 году становится официальным главой Совета адмиралтейства, активно занимаясь строительством новых баз флота и его всесторонним укреплением.
С 1690 года Юэля стали одолевать недуги, вследствие чего 8 апреля 1697 года он скончался и похоронен в Хольмен-кирке — главной церкви флота.

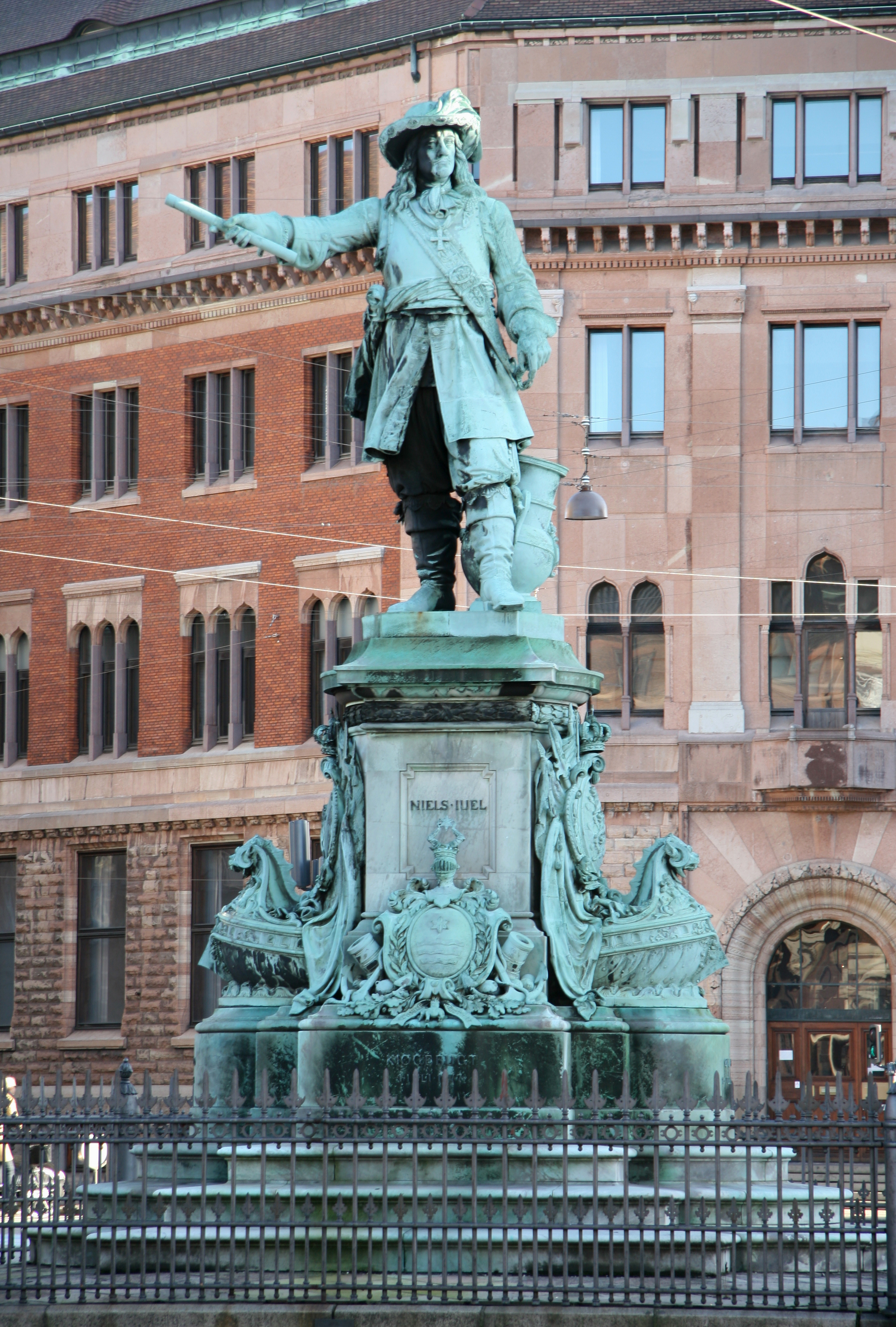
Статуя адмирала Нильса Юэля

Статуя адмирала Нильса Юэля установлена в Копенгагене напротив здания, служившего штаб-квартирой крупнейшей в Дании фирмы, осуществлявшей морские перевозки —— Восточно-Азиатской компании.55°40′39″ с. ш. 12°35′09″ в. д.